# 藤井貞夫
藤井 貞夫（ふじい さだお、1920年7月16日 - 1997年4月28日）は松下電工代表取締役相談役、合成樹脂工業協会会長。

## 経歴
1935年に松下電器製作所に入社。1963年に松下電工に移籍し取締役となる。1971年に常務取締役、1977年に専務取締役、1981年に代表取締役副社長を経て、1985年3月に代表取締役社長に就任。1989年2月に代表取締役会長。1992年1月11日に亡くなった丹羽正治名誉会長の葬儀・告別式の委員長を務め、同年、代表取締役相談役に退く。
1997年4月28日午前4時10分に脳出血の為死亡。

## テレビプロデュース
- 「ナショナル劇場」
  - 「水戸黄門」
  - 「大岡越前」
  - 「江戸を斬る」

## 受賞歴
- 1982年 - 藍綬褒章